# بنى أرضية

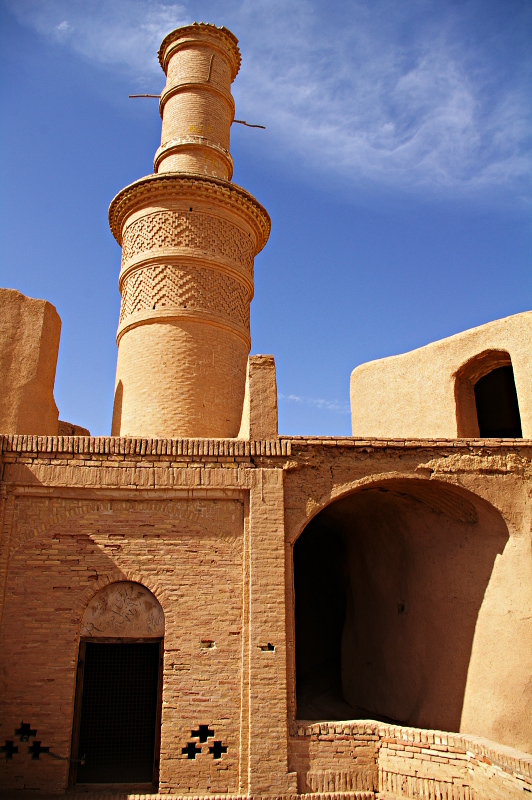

البنية الأرضية هي مبنى أو بنية أخرى مصنوعة إلى حد كبير من التربة. نظراً إلى أن التربة مادة متوفرة على نطاق واسع، فقد استُخدمت في البناء منذ عصور ما قبل التاريخ. يمكن دمجها مع مواد أخرى، وضغطها و/أو تسخينها لتقويتها. لا تزال التربة مادة اقتصادية للعديد من التطبيقات، وقد يكون تأثيرها البيئي منخفضًا أثناء وبعد البناء.
قد تكون مواد البنى الأرضية بسيطة على شكل طين، أو طين مخلوط مع القش لصنع الآجر (الطوب الترابي القشّي). يمكن بناء المساكن القوية أيضاً من الحصير النباتي أو المرج. يمكن تثبيت التربة عن طريق إضافة الجير أو الأسمنت، وقد يتم ضغطها لتصنيع بُنياتٍ مرصوصة. تكون عملية البناء أسرع من خلال استخدام الطوب اللبن أو الطوب الطيني أو الكتل الأرضية المضغوطة أو الأكياس الأرضية أو الطوب المصنوع المحروق.
تشمل أنواع البنى الأرضية الملاجئ الترابية، إذ يُدمج المسكن بالكامل أو جزئياً في الأرض أو قد يكون مغطى بالتربة. تعتبر المساكن الخاصة بالأمريكيين الأصليين مثالاً على ذلك. 
تستخدم منازل التسييج والجص أعمدة مُسيجة مربوطة بالعصي لتوفير الدعم للجدران الطينية. بُنيت منازل الحصير النباتي على الساحل الشمالي الغربي لأوروبا، وبعد ذلك من قبل المستوطنين الأوروبيين في المروج الأمريكية الشمالية. تُبنى مباني الطوب اللبن أو الطيني في جميع أنحاء العالم وتشمل المنازل والمباني السكنية والمساجد والكنائس. فوجيان تولوس هي عبارة عن مباني أرضية ضخمة محصنة في جنوب شرق الصين تؤوي ما يصل إلى 80 عائلة. تشمل الأنواع الأخرى من البنى الأرضية التلال والأهرامات المستخدمة للأغراض الدينية والحواجز الفيضية والجدران الأرضية المُستقرة ميكانيكياً والحصون والخنادق والسدود.

## التربة
تتكون التربة من الصخور التي تمت تجويتها كيميائياً أو فيزيائياً ونقلها وترسيبها. تشمل جسيمات التربة الرمل والطمي والطين. تُعتبر جسيمات الرمل الأكبر حجماً بقطرٍ يتراوح بين 2 و0.05 مم في حين تعتبر جسيمات الطين الأصغر بقطرٍ أقل من 0.002 مم. يتكون الرمل والطمي في الغالب من جسيمات صخرية خاملة، التي تشمل الكوارتز والكالسيت والفلسبار والميكا.
يتكون الطين عادةً من معادن فيلوسيليكاتية ذات بنية على شكل صفائح. تتفاعل جسيمات الطين الصغيرة جداً مع بعضها البعض فيزيائياً وكيميائياً. يؤثر الطين، حتى لو كان بنسبةٍ قليلة، على الخواص الفيزيائية للتربة أكثر بكثير مما يمكن توقعه. لا يتوسع الطين مثل الكاولينيت أو ينكمش عندما يُصبح رطباً أو جافاً، وهو مفيد لصنع الطوب. بينما تتوسع الأنواع الأخرى وتنكمش، مثل السميكتيت، إلى حدٍ كبير عندما تصبح رطبة أو جافة، وبالتالي فهي غير مناسبة للبناء.
التربة الطفالية هي عبارة عن مزيج من الرمل والطمي والطين دون أن يسود أحدها على الآخر. تُعطى التربة أسماء مختلفة اعتماداً على القدر النسبي من الرمال والطمي والطين مثل «الطمي الطفالي» و«الطين الطفالي»، و«الطين الطميي». يُعتبر البناء باستخدام التربة الطفالية تقنية بناءٍ قديمة، والذي هو موضوع هذا المقال، ويُشار إليه باسم البناء باستخدام الطوب اللبن عندما يتم استخدام طوب طيني غير محروق. استُخدم في الحضارات المبكرة حول البحر الأبيض المتوسط ومصر وبلاد ما بين النهرين، وفي وديان نهر السند والجانج والنهر الأصفر، وفي أمريكا الوسطى والجنوبية. اعتبارًا من عام 2005، يعيش حوالي 1.5 مليار شخص في منازل مبنية من التربة الطفالية.
في السنوات الأخيرة، زاد الاهتمام في البناء باستخدام التربة الطفالية في العالم المتقدم. يُنظر إليه على أنه وسيلة لتقليل استخدام الوقود الأحفوري والتلوث، وخاصة ثاني أكسيد الكربون، أثناء التصنيع، ولخلق بيئة معيشية مريحة نتيجة الكتلة والامتصاص العاليين لهذه المادة.

## المواد المُكونة
عادة ما تتطلب المواد الأرضية نوعاً من المعالجة لاستخدامها في البناء. قد تُدمج مع الماء لتكوين الطين، ويمكن إضافة القش، ويمكن استخدام شكل من أشكال المواد الداعمة مثل الجير أو الأسمنت لجعل المواد أكثر صلابة، ويمكن ضغط المواد الأرضية لزيادة قوتها.

### الطين
يعد بناء الطين الدوري أحد أقدم الطرق لبناء الجدران. يتم تحضير الطين الرطب باليد لصنع قاعدة الجدار، ويُترك ليجف. يضاف المزيد من الطين ويُترك ليجف لتشكيل دورات متعاقبة حتى اكتمال الجدار. مع الطين المُتوحّل، يتم ملء شكل الطين المصنوع يدوياً بالطين الأكثر رطوبة ويُترك ليجف. في إيران، تسمى الجدران الطينية المُتوحّلة بالبناء الشقّي. يتراوح سمك كل دورة من 18 إلى 24 بوصة (460 إلى 610 ملم)، وارتفاعها من 18 إلى 24 بوصة (460 إلى 610 ملم). عادةً ما يتم استخدام هذه التقنية لبناء جدران الحدائق ولكن ليس لبناء المنازل، نتيجة القلق بشأن ضعف الجدران المصنوعة بهذه الطريقة. يتجلى عيب هذا النهج في الحاجة لانتظار وقتٍ طويل لجفاف كل دورة. هناك طريقةٌ أخرى، تُستخدم في المناطق التي يكون فيها الخشب وفيراً، وهي بناء المنزل بإطارٍ خشبي وملؤه بالطين، لتوفير العزل بشكلٍ أساسيٍ. في أجزاء من إنجلترا، استُخدمت تقنية مماثلة مع الآجر.

### الآجر
الآجر، الذي يشار إليه أحياناً باسم «الطين اللبن أحادي الليثية»، هو مادة بناء طبيعية مصنوعة من التربة التي تشمل الطين، والرمل أو الأحجار الصغيرة والمواد العضوية مثل القش. عادة ما يتم بناء جدران الآجر في دورات، وليس لها وصلات ملاطية وتحتاج إلى 30 ٪ أو أكثر من الطين في التربة. يجب ألا يقل سمك جدار الآجر عن 16 بوصة (410 مم)، ويجب ألا تزيد نسبة العرض إلى الارتفاع عن واحد إلى عشرة. وعادة ما يتم تغطيتها من الداخل والخارج بمزيج من الجير والتربة والرمال. الآجر مقاوم للحريق، وتُساعد كتلته الحرارية على استقرار درجات الحرارة الداخلية. وقد أظهرت الاختبارات أن الآجر لديه بعض المقاومة للنشاط الزلزالي. ومع ذلك، قد لا تعترف قوانين البناء في العالم المتقدم بالآجر كمادة مُعتمدة للبناء.

### المرج أو الخث
يُمكن استخدام طوب المرج المقطوع، الذي يطلق عليه اسم تيرون باللغة الإسبانية، في صنع جدران صلبة ومتينة. يُقطع المرج من التربة التي تتمتع بحصيرةٍ عشبية تتخللها الجذور، والتي يمكن العثور عليها في قيعان الأنهار. تُنشر بعد جمعها على حواف الأنهار لتجف قبل استخدامها في البناء. لاحظ المستوطنون الأوروبيون في البراري في أمريكا الشمالية أنّ المرج هو مادة البناء الأقل احتمالاً للفساد نتيجة التجمد أو الأمطار. استُخدم الخث على نطاق واسع لبناء جدران المنازل في أيرلندا وإسكتلندا وأيسلندا، حيث لا يزال بعض هذه المنازل موجوداً حتى الآن. قد يصمد منزل الخث خمسين عاماً أو أكثر إذا تم الحفاظ عليه جيداً في المناخ البارد.

### المواد الأرضية الداعمة
يُصبح الطين عادةً قاسياً وقوياً عندما يجف، ولكنه يصبح طرياً جداً عندما يمتص الماء. يساعد الطين الجاف في تثبيت الجدران الأرضية، ولكن إذا تعرض الجدار للأمطار مباشرةً، أو للماء المتسرب من السقف، فقد يصبح مشبعاً وينهار. يمكن تدعيم المواد الأرضية لجعلها مُستقرةً وأكثر مقاومةً للطقس. تعود ممارسة تدعيم المواد الأرضية بإضافة الجير المحروق إلى قرونٍ في الماضي. يمكن أيضاً إضافة أسمنت بورتلاند أو البيتومين إلى المواد الأرضية المخصصة للبناء ما يضيف قوةً لها، على الرغم من أنّ المواد الأرضية المدعومة ليست قوية مثل الطين المحروق أو الخرسانة. يمكن أيضاً استخدام مخاليط الأسمنت والجير، أو البوزولانا والجير، لتحقيق الدعم.